# Troller T4
Troller T4 — позашляховик бразильської автомобільної компанії Troller (концерн Ford), що виготовляється з 1999 року. Бразильці малювали машину з оглядкою на Jeep Wrangler з короткою базою.
Автомобіль встиг пережити не один легкий рестайлінг (останній — в 2012 році).
Автомобіль має 3945 мм довжини, рамну конструкцію, кузов зі склопластику, повний привід типу Part Time (без міжосьового диференціала) і агрегати різних виробників. Наприклад, мости Dana, 5-ст. МКПП Eaton і турбодизелі від MWM (3.0 і 3.2).
У 2007 році компанія Troller була повністю викуплена Ford, але продовжила випускати автомобілі під власним брендом.

## Двигуни

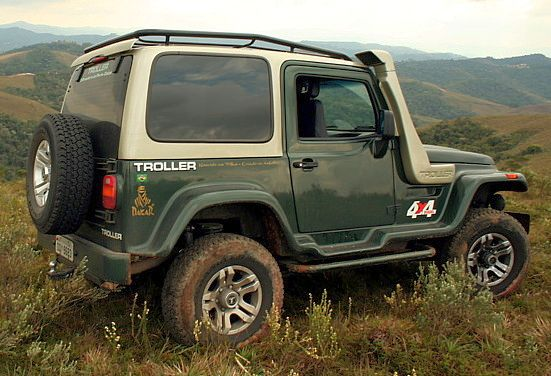
Troller T4

- MWM 2.8 Turbo Diesel (2001—2005): 132 к.с., максимальна швидкість 160 км/год.
- NGD 3.0 Turbo Diesel Electronic (2005—2014): 163 к.с., максимальна швидкість 160 км/год.
- Duratorq 3.2 Turbo Diesel (2014–наш час): 200 к.с., максимальна швидкість 180 км/год.